# Willy De Bruyn
Pour les articles homonymes, voir De Bruyn.
Willem Maurits De Bruyn, né le 4 août 1914 et mort à Anvers le 13 août 1989, est un cycliste belge, qui fut champion du monde non officiel de cyclisme féminin en 1934.
Son nom de naissance était Elvira De Bruyn et son surnom Elvire.

## Biographie
De Bruyn est né en 1914 à Erembodegem, Flandre Orientale, Belgique avec des organes génitaux ambigus. Il fut inscrit officiellement au registre de sa commune comme fille par ses parents, et élevé comme tel, mais étant plus grand et plus fort que les autres filles de son age, vers 14 ans il se rendit compte qu'il était différent des autres. Cela le bouleversa et le perturba tellement profondément qu'il en eut des pensées suicidaires.
À partir de 1928, après qu'il a fini son éducation, il travaille d'abord dans une fabrique de cigarettes, mais cela ne dure pas. Quelques mois plus tard, on le retrouve à travailler dans le café de ses parents. En soirée, secrètement, il lit tout ce qu'il peut trouver sur son état, non seulement des textes médicaux, entre autres de Magnus Hirschfeld, mais aussi des textes mythologiques et d'anthropologie. Il en acquiert la conviction qu'il est hermaphrodite.
Il commence le cyclisme en 1932. En 1933, il remporte le championnat d'Europe féminin à Alost. En 1934, il remporte le championnat de Belgique à Louvain, et le championnat du monde à Schaerbeek, devant environ 100 000 spectateurs. Il est à ce moment-là la plus grande star belge du cyclisme féminin.
Mais il trouve de plus en plus inconfortable de concourir contre des femmes, car il se considère « comme un homme, et jamais comme une femme ». Il continue à participer à des courses cyclistes pour gagner de l'argent, mais termine délibérément second ou troisième. Il découvre l'existence de Zdeněk Koubek, un athlète tchèque qui après être devenu un champion féminin est devenu un homme,.
À partir de 1936, il abandonne son nom de naissance, Elvire, et commence à vivre en tant qu'homme, sous le nom de Willy. Néanmoins, d'un point de vue administratif il est toujours considéré comme une femme, en particulier aux yeux de la loi. Dès lors, de nombreux emplois lui sont alors proscrits, comme par exemple le travail dans la cuisine d'un hôtel.
Le 24 mars 1937, après une opération de réattribution sexuelle à Paris,, il devient officiellement Willy De Bruyn. Son histoire est alors publiée dans une série de quatre articles intitulés Comment je suis devenu un homme dans le journal De Dag en avril 1937. Il continue à faire du cyclisme mais avec peu de succès. Il ouvre un café à Bruxelles avec sa femme, le « Café Denderleeuw », situé dans le quartier de l'allée Verte, où il se présente comme « Willy ex Elvira De Bruyn » et « Elvira De Bruyn, champion du monde de vélo féminin, devenu un homme en 1937 ».
En 1965, Willy De Bruyn vend des smoutebollen (croustillon bruxellois) dans le village belge de l'exposition universelle de New York.
Il meurt à Anvers en 1989.
Son nom est donné à une rue à Bruxelles en 2019,,.

## Principales victoires
- 1932 : championnat de Belgique.
- 27 août 1933 : championnat d'Europe, Alost.
- 4 août 1934 : championnat de Belgique, Louvain.
- 1934 : championnat du monde, Schaerbeek.
- 1934 : sprint au championnat de cyclisme sur piste, Anvers.